# 121016 Christopharnold
121016 Christopharnold è un asteroide areosecante. Scoperto nel 1999, presenta un'orbita caratterizzata da un semiasse maggiore pari a 2,3240455 UA e da un'eccentricità di 0,2816500, inclinata di 26,21634° rispetto all'eclittica.